# Associazione Sportiva Avellino 1912 2014-2015
Questa voce raccoglie le informazioni riguardanti l'Associazione Sportiva Avellino 1912 nelle competizioni ufficiali della stagione 2014-2015.

## Stagione
Nella stagione 2014-2015 l'Avellino disputa il sedicesimo campionato di Serie B della sua storia. Sempre affidato a Massimo Rastelli disputa un campionato fotocopia dello scorso torneo, un girone di andata chiuso in quinta posizione con 32 punti, ed un calo nel girone di ritorno chiuso con 27 punti, però in questa stagione la squadra irpina è riuscita a mantenere l'ottava posizione finale, con il relativo ingresso nei Play-off. Nel turno preliminare ha eliminato (1-2) lo Spezia dopo i tempi supplementari, poi nella doppia semifinale non ha superato l'ostacolo Bologna, perdendo (0-1) al Partenio e vincendo (2-3) al Dall'Ara, ma i felsinei meglio piazzati in campionato hanno sono approdati alla finale. Con 16 reti in campionato Luigi Castaldo è stato il miglior marcatore biancoverde. Nella Coppa Italia nel secondo turno turno l'Avellino ha superato (2-0) il Venezia, nel terzo turno ha superato (1-2) il Bari, mentre nel quarto turno è stato eliminato (2-0) dall'Atalanta.

## Divise e sponsor
Lo sponsor tecnico per la stagione 2014-2015 è Givova, mentre gli sponsor ufficiali sono Metaedil COM e HS Soluzioni Informatiche.
| Casa | Trasferta | Terza divisa |

## Organigramma societario
Area direttiva
- Presidente: Walter Taccone
- Direttore generale: Massimiliano Taccone
- Consiglio di Amministrazione: Walter Taccone, Massimiliano Taccone
- Collegio Sindacale: Pasqualino Vuolo
- Direttore sportivo: Enzo De Vito

Area organizzativa
- Segretario generale: Tommaso Aloisi
- Team Managers: Gianfranco Galasso, Christian Vecchia
- Responsabile legale: Franco Maurizio Vigilante
- Settore amministrativo: Studio De Vita
- Responsabile marketing: Sergio De Piano
- Responsabile biglietteria e Tessera del Tifoso: Giuseppe Musto
- Responsabile rapporti istituzionali: Luigi Lallo
- Addetto all'arbitro: Alfonso Della Rocca
- Delegati alla sicurezza: Orlando Formoso, Marciano D'Avino

Area comunicazione
- Addetto stampa: Beniamino Pescatore

Area tecnica
- Allenatore: Massimo Rastelli
- Allenatore in seconda: Dario Rossi
- Preparatore dei portieri: David Dei
- Preparatore atletico: Fabio Esposito
- Recupero atletico: Paolo Pagliuca
- Responsabile settore giovanile: Gianfranco Forte
- Allenatore Primavera: Claudio Luperto
- Allenatore Allievi: Giuseppe De Palma
- Allenatore Giovanissimi: Massimo Filardi, poi Gerardo Silano
- Magazziniere: Massimo Sperduto

Area sanitaria
- Responsabile: Vincenzo Rosciano
- Medico sociale: Gaetano Iovino
- Recupero infortunati: Nicola Agosti
- Massaggiatori: Antonio Bellofiore, Alessandro Picariello

## Rosa
| N. |                    | Ruolo | Calciatore                     |
| -- | ------------------ | ----- | ------------------------------ |
| 1  | Italia (bandiera)  | P     | Pierluigi Frattali             |
| 2  | Italia (bandiera)  | D     | Simone Petricciuolo            |
| 3  | Italia (bandiera)  | C     | Antonio Zito                   |
| 4  | Italia (bandiera)  | C     | Mariano Arini                  |
| 5  | Brasile (bandiera) | D     | Rodrigo Ely                    |
| 6  | Italia (bandiera)  | D     | Alessandro Fabbro              |
| 7  | Italia (bandiera)  | A     | Demiro Pozzebon                |
| 8  | Italia (bandiera)  | C     | Angelo D'Angelo (capitano)     |
| 9  | Italia (bandiera)  | A     | Gianmario Comi                 |
| 10 | Italia (bandiera)  | A     | Luigi Castaldo (vice capitano) |
| 11 | Italia (bandiera)  | A     | Andrea Arrighini               |
| 11 | Italia (bandiera)  | C     | Alessandro Sbaffo              |
| 12 | Italia (bandiera)  | P     | Andrea Bavena                  |
| 13 | Italia (bandiera)  | D     | Pietro Visconti                |
| 14 | Italia (bandiera)  | C     | Paolo Regoli                   |
| 15 | Belgio (bandiera)  | A     | Mohamed Soumaré                |
| 16 | Italia (bandiera)  | C     | Duilio Evangelista             |

| N. |                           | Ruolo | Calciatore      |
| -- | ------------------------- | ----- | --------------- |
| 17 | Colombia (bandiera)       | D     | Jherson Vergara |
| 18 | Italia (bandiera)         | C     | Eros Schiavon   |
| 19 | Italia (bandiera)         | D     | Fabio Pisacane  |
| 20 | Italia (bandiera)         | D     | Luca Bittante   |
| 21 | Costa d'Avorio (bandiera) | C     | Moussa Koné     |
| 22 | Senegal (bandiera)        | P     | Alfred Gomis    |
| 23 | Belgio (bandiera)         | C     | Arnor Angeli    |
| 24 | Italia (bandiera)         | C     | Guido D'Attilio |
| 25 | Italia (bandiera)         | D     | Alberto Almici  |
| 26 | Ungheria (bandiera)       | C     | Attila Filkor   |
| 27 | Italia (bandiera)         | D     | Marco Chiosa    |
| 28 | Italia (bandiera)         | D     | Luca Comentale  |
| 29 | Italia (bandiera)         | A     | Marcello Trotta |
| 30 | RD del Congo (bandiera)   | A     | Benjamin Mokulu |
| 31 | Italia (bandiera)         | P     | Giuseppe Rizzo  |
| 32 | Italia (bandiera)         | P     | Lorenzo Gioia   |

## Calciomercato

### Sessione estiva(dal 1º/7 al 1º/9)
| Acquisti         | Acquisti               | Acquisti                  | Acquisti                                        |
| R.               | Nome                   | da                        | Modalità                                        |
| ---------------- | ---------------------- | ------------------------- | ----------------------------------------------- |
| P                | Andrea Bavena          | Mantova                   | definitivo                                      |
| P                | Pierluigi Frattali     | Cosenza                   | definitivo                                      |
| P                | Alfred Gomis           | Torino                    | prestito con diritto di opzione e controopzione |
| D                | Marco Chiosa           | Torino                    | prestito con diritto di opzione e controopzione |
| D                | Rodrigo Ely            | Milan                     | definitivo                                      |
| D                | Simone Petricciuolo    | Savoia                    | definitivo                                      |
| D                | Jherson Vergara        | Milan                     | prestito                                        |
| D                | Pietro Visconti        | Cremonese                 | definitivo                                      |
| C                | Arnor Angeli           | Mons                      | definitivo                                      |
| C                | Guido D'Attilio        | Agropoli                  | definitivo                                      |
| C                | Attila Filkor          | Milan                     | prestito                                        |
| C                | Eric Herrera           | Rimini                    | fine prestito                                   |
| C                | Moussa Koné            | Atalanta                  | prestito                                        |
| C                | Paolo Regoli           | Pontedera                 | prestito oneroso con diritto riscatto           |
| C                | Antonio Zito           | Ternana                   | definitivo                                      |
| A                | Andrea Arrighini       | Pontedera                 | definitivo                                      |
| A                | Gianmario Comi         | Milan                     | prestito                                        |
| A                | Demiro Pozzebon        | Olbia                     | definitivo                                      |
| A                | Mohamed Soumaré        | Anderlecht                | definitivo                                      |
| Altre operazioni |                        |                           |                                                 |
| R.               | Nome                   | da                        | Modalità                                        |
| P                | Lorenzo Gioia          | Sampdoria                 | definitivo                                      |
| P                | Giovanni Patella       | Nocerina                  | definitivo                                      |
| D                | Vincenzo Anzalone      | Battipagliese             | definitivo                                      |
| D                | Luca Comentale         | Nocerina                  | definitivo                                      |
| D                | Giuseppe Cozzolino     | Libertas Vesuvio Ercolano | definitivo                                      |
| D                | Guido Cozzolino        | Agropoli                  | fine prestito                                   |
| D                | Ferdinando Raucci      | Siena                     | definitivo                                      |
| C                | Francesco Masi         | Nocerina                  | definitivo                                      |
| C                | Enis Mejri             | Calpazio                  | definitivo                                      |
| C                | Carmine Michele Tafuro | Tor Tre Teste             | definitivo                                      |
| C                | Amedeo Vincenzi        | Centro Ester              | definitivo                                      |
| A                | Alessandro Aloia       | Olbia                     | prestito con diritto riscatto                   |
| A                | Carlo Contaldo         | Nocerina                  | definitivo                                      |
| A                | Domenico Cuomo         | Napoli                    | definitivo                                      |
| A                | Francesco Finelli      | Nocerina                  | definitivo                                      |
| A                | Vittorio Martinangelo  | Udinese                   | definitivo                                      |

| Cessioni         | Cessioni             | Cessioni  | Cessioni           |
| R.               | Nome                 | a         | Modalità           |
| ---------------- | -------------------- | --------- | ------------------ |
| P                | Giuseppe Di Masi     | Lucchese  | scadenza contratto |
| P                | Andrea Seculin       | Chievo    | fine prestito      |
| P                | Pietro Terracciano   | Catania   | fine prestito      |
| D                | Paulin Damo          |           | scadenza contratto |
| D                | Saulo Decarli        | Livorno   | fine prestito      |
| D                | Andrea De Vito       | Varese    | definitivo         |
| D                | Armando Izzo         | Genoa     | definitivo         |
| D                | Maurizio Peccarisi   | Pordenone | scadenza contratto |
| D                | Davide Zappacosta    | Atalanta  | compartecipazione  |
| C                | Mathías Abero        | Bologna   | fine prestito      |
| C                | Federico Angiulli    | Reggiana  | definitivo         |
| C                | Eric Herrera         | Paganese  | definitivo         |
| C                | Benoît Ladrière      |           | scadenza contratto |
| C                | Emiliano Massimo     | Grosseto  | definitivo         |
| C                | Francesco Millesi    | Arezzo    | scadenza contratto |
| C                | Samuele Pizza        | Viareggio | fine prestito      |
| C                | Rômulo Eugênio Togni | SPAL      | prestito           |
| A                | Raffaele Biancolino  | Barletta  | scadenza contratto |
| A                | Camillo Ciano        | Napoli    | fine prestito      |
| A                | Andrey Galabinov     | Livorno   | fine prestito      |
| A                | Andrea Soncin        | Pavia     | scadenza contratto |
| Altre operazioni |                      |           |                    |
| R.               | Nome                 | a         | Modalità           |
| P                | Vincent Guedj Diouf  | Bra       | prestito           |

### Sessione invernale(dal 5/1 al 2/2)
| Acquisti         | Acquisti            | Acquisti       | Acquisti                                         |
| R.               | Nome                | da             | Modalità                                         |
| ---------------- | ------------------- | -------------- | ------------------------------------------------ |
| D                | Alberto Almici      | Atalanta       | prestito con opzione e controopzione di riscatto |
| C                | Alessandro Sbaffo   | Chievo         | prestito con diritto di riscatto                 |
| A                | Benjamin Mokulu     | Malines        | definitivo                                       |
| A                | Marcello Trotta     | Fulham         | definitivo                                       |
| Altre operazioni |                     |                |                                                  |
| R.               | Nome                | da             | Modalità                                         |
| D                | Giovanni De Stefano | Serino 1928    | definitivo                                       |
| D                | Antonio Notaroberto | Genoa          | prestito                                         |
| C                | Armando Topo        | Sibilla Bacoli | definitivo                                       |
| A                | Ferdinando Luciano  | Cavese         | definitivo                                       |

| Cessioni         | Cessioni            | Cessioni        | Cessioni                                                 |
| R.               | Nome                | a               | Modalità                                                 |
| ---------------- | ------------------- | --------------- | -------------------------------------------------------- |
| D                | Simone Petricciuolo | Aversa Normanna | prestito                                                 |
| C                | Guido D'Attilio     | Aversa Normanna | definitivo                                               |
| C                | Duilio Evangelista  | Aversa Normanna | prestito                                                 |
| A                | Andrea Arrighini    | Pisa            | prestito oneroso con opzione e controopzione di riscatto |
| A                | Demiro Pozzebon     | L'Aquila        | prestito                                                 |
| Altre operazioni |                     |                 |                                                          |
| R.               | Nome                | da              | Modalità                                                 |
| D                | Guido Cozzolino     | Agropoli        | prestito                                                 |

## Risultati

### Serie B

#### Girone di andata
| Arbitro: | Pezzuto (Lecce) |

|                 |           |  |
| L. Castaldo 89’ | Marcatori |  |

| Arbitro: | Aureliano (Bologna) |

|                                       |           |                        |
| Pellizzer 30’ Sgrigna 33’ Gerardi 73’ | Marcatori | 28’ (rig.) L. Castaldo |

| Avellino 13 settembre 2014, ore 15:00 CEST 3ª giornata | Avellino            | 0 – 0 referto | Spezia | Stadio Partenio-Adriano Lombardi (6 500 spett.)\| Arbitro: \| Gavillucci (Latina) \| |
| Arbitro:                                               | Gavillucci (Latina) |               |        |                                                                                      |

| Arbitro: | Manganiello (Pinerolo) |

|             |           |                             |
| Sforzini 5’ | Marcatori | 43’ L. Castaldo 67’ Vergara |

| Frosinone 23 settembre 2014, ore 20:30 CEST 5ª giornata | Frosinone       | 0 – 0 referto | Avellino | Stadio comunale Matusa (6 900 spett.)\| Arbitro: \| Pasqua (Tivoli) \| |
| Arbitro:                                                | Pasqua (Tivoli) |               |          |                                                                        |

| Arbitro: | Nasca (Bari) |

|                          |           |                     |
| L. Castaldo 60’ Comi 89’ | Marcatori | 14’ (aut.) Bittante |

| Arbitro: | Pinzani (Empoli) |

|                           |           |                             |
| Avenatti 45’ N. Viola 57’ | Marcatori | 48’, 65’ (rig.) L. Castaldo |

| Arbitro: | Manganiello (Pinerolo) |

|          |           |  |
| Comi 31’ | Marcatori |  |

| Arbitro: | Fabbri (Ravenna) |

|                                         |           |                          |
| Romizi 7’ Caputo 13’, 90+3’ Sabelli 49’ | Marcatori | 26’ Comi 70’ L. Castaldo |

| Arbitro: | Abbattista (Molfetta) |

|               |           |                |
| Arrighini 79’ | Marcatori | 67’ Mammarella |

| Perugia 28 ottobre 2014, ore 15:00 CET 11ª giornata | Perugia         | 0 – 0 referto | Avellino | Stadio Renato Curi (11 019 spett.)\| Arbitro: \| La Penna (Roma) \| |
| Arbitro:                                            | La Penna (Roma) |               |          |                                                                     |

| Arbitro: | Aureliano (Bologna) |

|                        |           |  |
| L. Castaldo 23’ (rig.) | Marcatori |  |

| Arbitro: | Minelli (Varese) |

|              |           |                             |
| Granoche 55’ | Marcatori | 20’, 45’ (rig.) L. Castaldo |

| Arbitro: | Manganiello (Pinerolo) |

|  |           |           |
|  | Marcatori | 27’ Cocco |

| Avellino 22 novembre 2014, ore 15:00 CET 15ª giornata | Avellino          | 0 – 0 | Varese | Stadio Partenio-Adriano Lombardi (7 500 spett.)\| Arbitro: \| Sacchi (Macerata) \| |
| Arbitro:                                              | Sacchi (Macerata) |       |        |                                                                                    |

| Chiavari 29 novembre 2014, ore 15:00 CET 16ª giornata | Virtus Entella  | 0 – 0 | Avellino | Stadio comunale (1 836 spett.)\| Arbitro: \| Pezzuto (Lecce) \| |
| Arbitro:                                              | Pezzuto (Lecce) |       |          |                                                                 |

| Arbitro: | Roca (Foggia) |

|          |           |                    |
| Comi 25’ | Marcatori | 7’Ciano 78’Salzano |

| Pescara 13 dicembre 2014, ore 15:00 CET 18ª giornata | Pescara        | 0 – 0 | Avellino | Stadio Adriatico-Giovanni Cornacchia (6 001 spett.)\| Arbitro: \| Saia (Palermo) \| |
| Arbitro:                                             | Saia (Palermo) |       |          |                                                                                     |

| Arbitro: | Nasca (Bari) |

|              |           |  |
| Pozzebon 78’ | Marcatori |  |

| Arbitro: | Gavillucci (Latina) |

|                         |           |                |
| Abate 85’ Nadarević 65’ | Marcatori | 6’ L. Castaldo |

| Arbitro: | Abbattista (Molfetta) |

|                           |           |  |
| L. Castaldo 39’ Arini 90’ | Marcatori |  |

#### Girone di ritorno
| Arbitro: | Fabbri (Ravenna) |

|                |           |            |
| Di Roberto 85’ | Marcatori | 61’ Regoli |

| Arbitro: | Saia (Palermo) |

|            |           |                               |
| Regoli 44’ | Marcatori | 26’ Stanco 42’ (rig.) Gerardi |

| Arbitro: | Pasqua (Tivoli) |

|  |           |            |
|  | Marcatori | 9’Bittante |

| Arbitro: | Candussio (Cervignano del Friuli) |

|                 |           |  |
| L. Castaldo 75’ | Marcatori |  |

| Arbitro: | Nasca (Bari) |

|                                               |           |  |
| Trotta 5’ (rig.) D'Angelo 51’ L. Castaldo 84’ | Marcatori |  |

| Arbitro: | Mariani (Aprilia) |

|  |           |            |
|  | Marcatori | 84’ Trotta |

| Arbitro: | Pezzuto (Lecce) |

|                        |           |              |
| L. Castaldo 24’ (rig.) | Marcatori | 35’ Avenatti |

| Arbitro: | Gavillucci (Latina) |

|                       |           |  |
| Lollo 43’ Lasagna 94’ | Marcatori |  |

| Arbitro: | Pasqua (Tivoli) |

|                         |           |  |
| D'Angelo 24’ Trotta 84’ | Marcatori |  |

| Arbitro: | Minelli (Varese) |

|             |           |  |
| Piccolo 34’ | Marcatori |  |

| Arbitro: | Pairetto (Nichelino) |

|            |           |                    |
| Trotta 28’ | Marcatori | 85’ 91’ Falcinelli |

| Arbitro: | Baracani (Firenze) |

|                   |           |  |
| Calaiò 43’ (rig.) | Marcatori |  |

| Arbitro: | Sacchi (Macerata) |

|          |           |  |
| Zito 33’ | Marcatori |  |

| Arbitro: | Pinzani (Empoli) |

|           |           |  |
| Cocco 37’ | Marcatori |  |

| Arbitro: | Abbattista (Molfetta) |

|             |           |            |
| Falcone 65’ | Marcatori | 32’ Trotta |

| Arbitro: | Saia (Palermo) |

|              |           |            |
| Pisacane 26’ | Marcatori | 69’ Cutolo |

| Arbitro: | Nasca (Bari) |

|           |           |  |
| Ciano 55’ | Marcatori |  |

| Arbitro: | Minelli (Varese) |

|                                   |           |                      |
| L. Castaldo 63’ Zito 76’ Koné 83’ | Marcatori | 14’, 90+3’ Pettinari |

| Arbitro: | Gavillucci (Latina) |

|            |           |            |
| Büchel 54’ | Marcatori | 35’ Sbaffo |

| Arbitro: | Pezzuto (Lecce) |

|            |           |             |
| Sbaffo 55’ | Marcatori | 96’ Caldara |

| Arbitro: | Chiffi (Padova) |

|                                     |           |               |
| Corvia 19’ Da Silva 45+1’ Sestu 55’ | Marcatori | 22’, 78’ Comi |

### Play-off

#### Turno preliminare
| Arbitro: | Gavillucci (Latina) |

|              |           |                   |
| Brezovec 71’ | Marcatori | 40’ Zito 96’ Comi |

#### Semifinali
| Arbitro: | Pasqua (Tivoli) |

|  |           |             |
|  | Marcatori | 24’ Sansone |

| Arbitro: | Mariani (Aprilia) |

|                           |           |                         |
| Acquafresca 19’ Cacia 51’ | Marcatori | 7’, 45’ Trotta 85’ Kone |

### Coppa Italia
| Arbitro: | Nasca (Bari) |

|                            |           |  |
| Arrighini 34’ Schiavon 36’ | Marcatori |  |

| Arbitro: | Cervellera (Taranto) |

|          |           |                       |
| Ligi 45’ | Marcatori | 58’ Comi 82’ Pozzebon |

| Arbitro: | Minelli (Varese) |

|                 |           |  |
| Boakye 13’, 19’ | Marcatori |  |

## Statistiche
Aggiornate al 6 ottobre 2014

### Statistiche di squadra
| Competizione | Punti | In casa | In casa | In casa | In casa | In casa | In casa | In trasferta | In trasferta | In trasferta | In trasferta | In trasferta | In trasferta | Totale | Totale | Totale | Totale | Totale | Totale | D.R |
| Competizione | Punti | G       | V       | N       | P       | Gf      | Gs      | G            | V            | N            | P            | Gf           | Gs           | G      | V      | N      | P      | Gf     | Gs     | D.R |
| ------------ | ----- | ------- | ------- | ------- | ------- | ------- | ------- | ------------ | ------------ | ------------ | ------------ | ------------ | ------------ | ------ | ------ | ------ | ------ | ------ | ------ | --- |
| Serie B      | 59    | 21      | 11      | 6       | 4       | 25      | 14      | 21           | 4            | 8            | 9            | 17           | 28           | 42     | 15     | 14     | 13     | 42     | 42     | 0   |
| Coppa Italia | 0     | 1       | 1       | 0       | 0       | 2       | 0       | 2            | 1            | 0            | 1            | 2            | 3            | 3      | 2      | 0      | 1      | 4      | 3      | +1  |
| Totale       | 59    | 22      | 12      | 6       | 4       | 27      | 14      | 23           | 5            | 8            | 10           | 19           | 31           | 45     | 17     | 14     | 14     | 46     | 45     | +1  |

## Giovanili

### Organigramma
Dal sito internet ufficiale della società.
- Responsabile settore giovanile: Gianfranco Forte

Primavera
- Allenatore: Claudio Luperto

Allievi Nazionali
- Allenatore: Giuseppe De Palma

Giovanissimi Nazionali
- Allenatore: Massimo Filardi, poi Gerardo Silano

### Piazzamenti
- Primavera:
  - Campionato: 14º posto nel girone C
  - Coppa Italia: Primo turno eliminatorio
- Allievi Nazionali:
  - Campionato: 12º posto nel girone C
- Giovanissimi Nazionali:
  - Campionato: 5º posto nel girone G